# 올리버 맥버니
올리버 로버트 맥버니(Oliver Robert McBurnie, 1996년 6월 4일, 리즈 ~ )는 스코틀랜드의 축구 선수로, 현재 EFL 챔피언십의 헐 시티에서 뛰고 있다.